# Свети Александър (Белица)
„Свети Александър Римски“ (на македонска литературна норма: „Свети Александар“) е възрожденска църква в кичевското село Белица, Република Македония. Църквата е част от Кичевското архиерейско наместничество на Дебърско-Кичевската епархия на Македонската православна църква – Охридска архиепископия.
Църквата е гробищен храм и е разположена в южния дял на селото, на рид, в гориста област. Църквата е много стара и е изградена на темелите на по-стар храм Местна легенда твърди, че тук са мощите на свети Александър. В църквата се пази латински каменен надпис. в средата на XIX век. В 1912 година при разчистване на пространството на изток от църквата е открит гроб, в който има сребърни монети, занесени на сръбския началник.